# تپه بیلر
تپه بیلر مربوط به دوره اشکانیان است و در شهرستان آشتیان، بخش مرکز ی، دهستان مزرعه نو، جنوب شرق روستای انانجرد واقع شده و این اثر در تاریخ ۲۶ اسفند ۱۳۸۶ با شمارهٔ ثبت ۲۲۰۵۱ به‌عنوان یکی از آثار ملی ایران به ثبت رسیده است.